# カール・ラッシュワース
カール・アンドリュー・ラッシュワース（Carl Andrew Rushworth, 2001年7月2日 - ）は、イングランドのウェスト・ヨークシャー州ハリファクス出身のプロサッカー選手。EFLチャンピオンシップ・コヴェントリー・シティFC所属。元イングランド代表。ポジションはゴールキーパー。

## 経歴
ハダースフィールド・タウンFC、FCハリファクス・タウンを経て、2019年にプレミアリーグのブライトン・アンド・ホーヴ・アルビオンFCと契約した。
2019年8月、7部リーグに相当するノーザンプレミアフットボールリーグのワージングFCへ期限付き移籍した。
2020年7月にブライトンと新たに3年契約を結んだ
。
2021年7月にEFLリーグ2のウォルソールFCへ期限付き移籍し、同クラブでプロデビューした。
2022年1月5日にブライトンと2025年までの契約延長に合意した。
2022年7月8日にEFLリーグ1のリンカーン・シティFCへ期限付き移籍した。
2023年7月31日にEFLチャンピオンシップのスウォンジー・シティAFCへ期限付き移籍した。
2025年7月24日、1シーズンローンでコヴェントリー・シティFCに加入。

## 代表歴
2019年から世代別のイングランド代表に選出されていたものの、2022年まで試合への出場はなく、2023年にU-21イングランド代表に選出された際に初めて試合に出場した
。

## タイトル

### 代表
- U-21イングランド代表
  - UEFA U-21欧州選手権：2023